# Ulrike Sarvari
Ulrike Sarvari-Röcker, nemška atletinja, * 22. junij 1964, Heidelberg, Zahodna Nemčija.
Nastopila je na poletnih olimpijskih igrah leta 1988 ter osvojila četrto mesto v štafeti 4x100 m in uvrstitev v polfinale teka na 100 m. Na evropskih prvenstvih je v štafeti 4x100 m osvojila srebrno medaljo leta 1990, na evropskih dvoranskih prvenstvih pa naslova prvakinje v teku na 60 m in 200 m leta 1990. 